# 丹佛 (紐約州)
丹佛（英語：Denver）是位於美國紐約州特拉華縣的非建制地區。

## 歷史
丹佛的郵局自1892年營運至今。

## 地理
丹佛所處的海拔為高於海平面497米（即1631英呎），而該地所採用的時區為UTC-5，即北美东部时区（EST）。同時該地設有夏令時間，為UTC-5調快一小時，即UTC-4（EDT）。